# ان‌جی‌سی ۴۶۰۳
ان‌جی‌سی ۴۶۰۳ (انگلیسی: NGC 4603) نام یک کهکشان مارپیچی در صورت فلکی قنطورس است.